# Поздняя осень (фильм, 1960)
«Поздняя осень» или «Осенний день» (яп. 秋日和 акибиёри, англ. Late Autumn) — кинофильм режиссёра Ясудзиро Одзу, вышедший на экраны в 1960 году. Экранизация романа Тона Сатоми.

## Сюжет
Три товарища собираются на религиозную церемонию, чтобы почтить память своего друга Мивы, скончавшегося несколько лет назад. В храме они встречают его вдову Акико и уже взрослую дочь Аяко и решают принять активное участие в судьбе последней, подобрав достойного жениха. У господина Мамии есть подходящий кандидат по имени Гото, однако девушка не хочет даже слышать о замужестве и вполне счастлива жить рядом с матерью. Тем не менее, она знакомится с молодым человеком и постепенно начинает с ним встречаться. Чтобы как-то ускорить процесс, «заговорщики» решают, что неплохо бы сначала выдать замуж саму Акико, в которую все они были когда-то влюблены и которая с годами не растеряла своё очарование. Мамия сообщает Аяко, что её мать выходит замуж за господина Хираяму, одного из троицы. Это порождает семейный конфликт: Акико не знает об этих планах, а её дочь считает, что та предаёт память покойного мужа. Благодаря вмешательству Юрико, подруги Аяко, удаётся достичь примирения. Вскоре девушка выходит замуж, а мать решает не начинать новую семейную жизнь и остаться одной.

## В ролях
- Сэцуко Хара — Акико Мива, мать
- Ёко Цукаса — Аяко Мива, дочь
- Марико Окада — Юрико Сасаки, подруга Аяко
- Кэйдзи Сада — Сётару Гото
- Миюки Кувано — Митико
- Синъитиро Миками — Коити
- Син Сабури — Сёити Мамия
- Тисю Рю — Сюкити Мива, брат мужа Акико
- Нобуо Накамура — Сюдзо Тагути
- Кунико Миякэ — Нобуко
- Садако Савамура — Фумико
- Рюдзи Кита — Сэйитиро Хираяма
- Фумио Ватанабэ — Цунэо Сугияма

## О фильме
52-й фильм Ясудзиро Одзу снимался с июля по ноябрь 1960 года. Сюжет, как и в случае с фильмом «Цветы праздника Хиган», стал результатом совместной работы с писателем Тоном Сатоми и по сути является вариацией сюжета ленты «Поздняя весна». В центре повествования вновь замужество дочери, только на этот раз показаны её отношения не с отцом, а с матерью. Существенным отличием можно считать образы трёх друзей покойного отца, которые привносят в фильм комические нотки. По признанию Одзу, в этом фильме он вновь попытался «устранить все драматические элементы, выразить печаль без слёз, уловить ощущение жизни без какого-либо эмоционального подъёма», однако не смог в полной мере достичь этой цели.